# Польшин, Дмитрий Егорович
Дмитрий Егорович Польшин — советский хозяйственный и научный деятель.

## Биография
Родился в 1898 году в Бердянске. Член КПСС.
Участник строительства первых пятилеток, Московского Метростроя, Магнитостроя.
Участник Великой Отечественной войны: помощник командира взвода 1732-го переправочного батальона бригады Западного фронта.
Тяжело ранен, лишился ноги, инвалид Великой Отечественной войны.
В 1943—1970 гг. — заведующий лабораторией грунтов НИИОСП Наркомстроя/Министерства строительства СССР.
За разработку и внедрение способа устройства оснований морских сооружений на подводных слабых илистых грунтах был как руководитель работы в составе коллектива удостоен Сталинской премии за выдающиеся изобретения и коренные усовершенствования методов производственной работы 1951 года.
Умер в 1985 году в Москве.

## Награды
- Орден Отечественной войны II степени (06.04.1985)
- Орден Трудового Красного Знамени (дважды)
- Орден Знак Почёта